# فیلیپ یاکوب اشپنر
فیلیپ یاکوب اشپنر (آلمانی: Philipp Jakob Spener؛ ۱۳ ژانویه ۱۶۳۵ – ۵ فوریه ۱۷۰۵) یک الهیدان لوتری آلمانی قرن هفدهمی و بنیانگذار آیین تورع یا زهدباوری است.